# Сивите
Сивите извънземни или Сивите са предполагаем митичен вид интелигентни извънземни същества, за които различни източници от областта на научната фантастика, както и таблоидни медии и книги твърдят, че посещават Земята, както и че са отговорни за множество отвличания на хора и осакатявания на добитък.

## Описание
Описанието на този вид или раса е получена на базата на множество свидетелства на хора твърдящи, че са ги наблюдавали. Според бившия астронавт на НАСА Едгар Мичъл те са малки сиви същества – ниски, крехки, с големи очи и големи глави. Обикновено тяхната височина е между 90 см и 1,50 м. Имат големи черни очи, липсва каквото и да било окосмяване.

## Произход
Мнозина уфолози приемат, че този вид извънземни наистина съществуват и дори посочват, че вероятно тяхната родна планета се намира около една от звездите в двойната звездна система Зета Ретикули. Това се дължи на един предполагаем случай на отвличане от извънземни от 1961, при който на потърпевшата Бети Хил е показана звездна карта. Според списъка с планети извън слънчевата система професионалните астрономи не са потвърдили съществуването на планети около тези звезди.

## Културно влияние
Сивите извънземни се появяват в множество научнофантастични книги и филми. Някои от тези книги са преведени и на български език като „Сивите“ на Уитли Стрийбър. Сивите се споменават в 75% от разказите на американци, твърдящи, че са отвличани от извънземни, и в 20% от разказите на европейци. Сивите извънземни са навлезли в съвременната поп култура и често се определят като съвременен еквивалент на митичните създания от миналото като демоните.